# Night at the Erotic Museum
Night at the Erotic Museum ist eine amerikanische Porno-Parodie auf den Film Nachts im Museum.

## Handlung
Ein Mann bekommt einen Job als Nachtwächter in einem Erotik-Museum. Er findet bald heraus, dass die Berichte über seltsame Ereignisse der Wahrheit entsprechen. Den Berichten zufolge erwachen die Ausstellungsstücke bei Nacht zum Leben und haben Sex mit den Gästen. James und Riley Reid sind die Museums-Führer die jede Nacht die Türen verriegeln und durch das goldene Zeitalter der klassischen Porno-Stars reisen. Es gibt dabei die Paarung von Marilyn Chambers und Johnny Keyes aus dem Film Behind the Green Door zu sehen. Zudem wird Harry Reems bei der Erforschung von Linda Lovelace Throat.

## Wissenswertes
- Der Film wurde im Erotic Heritage Museum in Las Vegas gedreht.